# Лавров, Николай Григорьевич
Никола́й Григо́рьевич Лавро́в (8 апреля 1944, Ленинград — 12 августа 2000, Санкт-Петербург) — советский и российский актёр театра и кино. Заслуженный артист РСФСР (1984).

## Биография
Родился 8 апреля 1944 года в Ленинграде. Служил в армии (1963—1966).
В 1973 году окончил факультет Ленинградского государственного института театра, музыки и кинематографии (режиссёрский факультет, курс Зиновия Корогодского).
Играл в спектаклях ЛенТЮЗа, с 1973 года служил в Малом драматическом театре. В кино дебютировал в фильме «Дела давно минувших дней…» в 1972 году.
Скончался 12 августа 2000 года в Санкт-Петербурге на 57-м году жизни от болезни поджелудочной железы. Похоронен на Литераторских мостках в Санкт-Петербурге.

## Семья
Жена — Наталья Боровкова, актриса, заслуженная артистка РСФСР.
Сын — Фёдор Лавров, актёр.
Внучка — Глафира Лаврова, актриса БДТ им. Г. А. Товстоногова.
Сын — Григорий Лавров, директор каналов Discovery Networks в России и Северо-Восточной Европе.

## Признание и награды
- Заслуженный артист РСФСР (1 октября 1984)
- Лауреат Государственной премии СССР (1986)[2]
- Юбилейная медаль "Двадцать лет победы в Великой Отечественной войне 1941-1945" (1965)

## Творчество

### Фильмография
- 1972 — Дела давно минувших дней… — Индустриальный
- 1972 — Принц и нищий — «Крокодил»
- 1973 — Солёный пёс — Сысоев
- 1974 — Иван да Марья — Соловей-разбойник
- 1975 — Дневник директора школы — Олег Павлович
- 1976 — Принцесса на горошине — художник
- 1978 — Артём — изобретатель Абаковский
- 1979 — Старшина — Хижняк
- 1980 — Крутой поворот — следователь
- 1980 — На берегу большой реки — Радов Денис, местный водитель грузовика — «ковбой»
- 1980 — Никудышная — Валера Тихонов, деревенский родственник
- 1981 — Девушка и Гранд — Майкл Смит
- 1981 — Трижды о любви — участковый
- 1982 — Без видимых причин — Кузнецов
- 1982 — Дом — Михаил Пряслин
- 1984 — Каждый десятый — эпизод
- 1984 — Завещание профессора Доуэля — инспектор Бакстер
- 1984 — Милый, дорогой, любимый, единственный… — Сева
- 1985 — Одиночное плавание — сержант Эдди Гриффит
- 1985 — Снегурочку вызывали? — Пётр Николаевич, режиссёр в театре
- 1985 — Софья Ковалевская
- 1986 — Детская площадка — Марат Павлович
- 1986 — Левша — Чёрный джентльмен
- 1986 — Первый парень — инструктор райкома
- 1986 — Тихое следствие — следователь Гуров
- 1987 — Остров погибших кораблей — специальный агент Джимми Симпкинс
- 1989 — Кончина — Матвей Студёнкин
- 1989 — Руанская дева по прозвищу Пышка — бюргер
- 1989 — Это было у моря — отец Илоны (эпизод)
- 1990 — Николай Вавилов — Олег Петрович
- 1990 — Шоколадный бунт
- 1991 — Молодая Екатерина — доктор
- 1991 — Счастливые дни — Сергей Сергеевич
- 1991 — Ричард II (телеспектакль) — Болингброк
- 1992 — Плохая примета (короткометражный) — командир Литтлджон, пилот
- 1992 — Рэкет — генерал Бармин
- 1992 — Странные мужчины Семёновой Екатерины — Сеня
- 1993 — Проклятие Дюран — Де Трей
- 1994 — Охота — Опекун
- 1997 — Упырь — истребитель вампиров
- 1998 — Дух
- 1998 — Цветы календулы — Русецкий
- 1998 — Улицы разбитых фонарей (Серия № 25 и 26 «Дело № 1999») — продюсер Армен Карабанов младший
- 1999 — 2000 — Агент национальной безопасности (Серии «Свет истины», «Легион», «Клуб „Алиса“») — Виктор Сурков, он же Сурок, он же Хайнц Штусек
- 2000 — Каменская (серия «Не мешайте палачу») — генерал Минаев
- 2000 — Марш Турецкого-1. Серия «Опасно для жизни» — следователь
- 2000 — Убойная сила-1 — Аркадий Викторович Боголепов

### Клипы
- 1987 — Телевизор — Твой папа — фашист